# Кубок Открытия
Кубок Открытия — хоккейный приз, вручаемый победителю первой игры каждого сезона Континентальной хоккейной лиги. Это матч между чемпионом и финалистом плей-офф Кубка Гагарина. Автором кубка является Владимир Гдальевич Майзель, член Союза художников, руководитель ювелирной студии «Майзель».

## Факты из истории
В первом сезоне КХЛ матч был сыгран между победителем и командой занявшей второе место в плей-офф сезона 2007/08 российской Суперлиги. Затем до сезона 2013/14 включительно Кубок Открытия разыгрывался между финалистами предыдущего розыгрыша Кубка Гагарина. Исключением стал сезон 2010/11 — тогда в матче за Кубок Открытия сошлись казанский «Ак Барс» и московское «Динамо», которое было объединено с ХК МВД, игравшим в финале Кубка Гагарина 2010.
В сезоне 2014/15 в Кубке Открытия не смог принять участие финалист Кубка Гагарина 2014 пражский «Лев», команда вышла из состава участников КХЛ из-за финансовых проблем. В связи с этим вместо «Льва» сыграло московское «Динамо», ставшее обладателем Кубка Континента (победителем регулярного чемпионата) предыдущего сезона. В четырех последующих чемпионатах, до сезона 2018/19 включительно, за Кубок Открытия боролись последние обладатели Кубка Гагарина и Кубка Континента.
Затем с сезона 2019/20 вновь за Кубок Открытия начали играть финалисты предыдущего розыгрыша плей-офф. Поскольку Кубок Гагарина не был разыгран в сезоне 2019/20 из-за пандемии коронавируса, в первом матче сезона 2020/21 сошлись лучшие команды Западной и Восточной конференций по итогам регулярного чемпионата.

## Матчи
В таблице полужирным шрифтом выделены команды-обладатели Кубка.
| Сезон   | Обладатель Кубка Гагарина | Соперник                 | Результат | Примечание |
| ------- | ------------------------- | ------------------------ | --------- | --- |
| 2025/26 | Локомотив                 | Трактор                  |           | Матч пройдёт между финалистами Кубка Гагарина 2025 |
| 2024/25 | Металлург (Магнитогорск)  | Локомотив                | 2:3       | Матч прошел между финалистами Кубка Гагарина 2024 |
| 2023/24 | ЦСКА                      | Ак Барс                  | 2:5       | Матч прошел между финалистами Кубка Гагарина 2023 |
| 2022/23 | ЦСКА                      | Металлург (Магнитогорск) | 6:2       | Матч прошел между финалистами Кубка Гагарина 2022 |
| 2021/22 | Авангард                  | ЦСКА                     | 4:0       | Матч прошел между обладателем Кубка Гагарина («Авангард») и финалистом Кубка Гагарина и обладателем Кубка Континента (ЦСКА). |
| 2020/21 | ЦСКА                      | Ак Барс                  | 2:3 (ОТ)  | В матче за Кубок Открытия сезона 2020/21 сыграли лучшие команды Западной и Восточной конференций по итогам регулярного чемпионата КХЛ, поскольку сезон 2019/20 был досрочно завершен из-за пандемии коронавируса.                                                                |
| 2019/20 | ЦСКА                      | Авангард                 | 1:3       | Матч прошел между обладателем Кубка Гагарина и Кубка Континента (ЦСКА) и финалистом Кубка Гагарина («Авангард»). |
| 2018/19 | Ак Барс                   | СКА                      | 1:6       | Матч прошел между обладателями Кубка Континента и Кубка Гагарина предыдущего сезона |
| 2017/18 | СКА                       | ЦСКА                     | 4:2       | Матч прошел между обладателями Кубка Континента и Кубка Гагарина предыдущего сезона |
| 2016/17 | Металлург (Магнитогорск)  | ЦСКА                     | 3:2       | Матч прошел между обладателями Кубка Континента и Кубка Гагарина предыдущего сезона |
| 2015/16 | СКА                       | ЦСКА                     | 3:4 (ОТ)  | С сезона 2015/16 первый матч проходит между обладателями Кубка Континента и Кубка Гагарина предыдущего сезона. |
| 2014/15 | Металлург (Магнитогорск)  | Динамо (Москва)          | 6:1       | Финалист сезона 2013/14 «Лев» в связи с финансовыми трудностями приостановил участие с сезона 2014/2015. Действующий обладатель кубка Гагарина магнитогорский Металлург разыграл Кубок Открытия в матче с обладателем кубка Континента московским «Динамо».                      |
| 2013/14 | Динамо (Москва)           | Трактор                  | 5:1       | Матч прошел между финалистами Кубка Гагарина 2013 |
| 2012/13 | Динамо (Москва)           | Авангард                 | 3:2 (Б)   | Матч прошел между финалистами Кубка Гагарина 2012 |
| 2011/12 | Салават Юлаев             | Атлант                   | 5:3       | Матч за Кубок Открытия 4-го сезона КХЛ был перенесён с 7 сентября на 12 сентября в связи с трагедией в Ярославле. В авиакатастрофе погибли хоккеисты местного клуба «Локомотив».                                                                                                 |
| 2010/11 | Ак Барс                   | Динамо (Москва)          | 1:3       | Финалист сезона 2009/10 ХК МВД объединился с ХК «Динамо» Москва, таким образом, новообразованная команда приняла участие в Кубке Открытия-2010 под названием Объединенный хоккейный клуб «Динамо» Москва. ХК «Динамо» в сезоне 2009/10 заняло 10-е место, проиграв в 1/8 финала. |
| 2009/10 | Ак Барс                   | Локомотив                | 3:2 (ОТ)  | Матч прошел между финалистами Кубка Гагарина 2009 |
| 2008/09 | Салават Юлаев             | Локомотив                | 4:1       | Матч прошел между финалистами Чемпионата России по хоккею с шайбой 2009 |

## Обладатели кубка
Всего в матчах за Кубок Открытия играли десять клубов КХЛ. Чаще других в первой игре сезона участвовал московский ЦСКА, 1 сентября 2022 года армейцы провели свой седьмой матч. Лидером по количеству побед в матчах за Кубок Открытия является казанский «Ак Барс».
| Участий | Команда                  | Побед | Поражений | Процент побед |
| ------- | ------------------------ | ----- | --------- | ------------- |
| 8       | ЦСКА                     | 2     | 6         | 25            |
| 4       | Динамо (Москва)          | 3     | 1         | 75            |
| 5       | Ак Барс                  | 3     | 2         | 60            |
| 3       | СКА                      | 2     | 1         | 66,7          |
| 3       | Авангард                 | 2     | 1         | 66,7          |
| 4       | Металлург (Магнитогорск) | 2     | 2         | 50            |
| 2       | Салават Юлаев            | 2     | 0         | 100           |
| 3       | Локомотив                | 1     | 2         | 33,3          |
| 1       | Атлант                   | 0     | 1         | 0             |
| 1       | Трактор                  | 0     | 1         | 0             |